# توم كرانتز
توم كرانتز (بالسويدية: Tom Krantz)‏ هو راكب الكنو سويدي، ولد في 15 يوليو 1971.

## وصلات خارجية
- توم كرانتز على موقع أوليمبيديا (الإنجليزية)
- توم كرانتز على موقع اللجنة الأولمبية السويدية (السويدية)